# Nati per subire
| Recensione           | Giudizio |
| -------------------- | -------- |
| Il Mucchio Selvaggio | positivo |
| Rockol               |          |
| SentireAscoltare     |          |
| Storia della musica  |          |
| OndaRock             |          |
| SpazioRock           |          |
| Impatto Sonoro       | Neutro   |

Nati per subire è un album studio del gruppo musicale Zen Circus pubblicato l'11 ottobre 2011. Il disco debutta al numero 31 nella classifica ufficiale di vendite FIMI.

## Descrizione
Nati per subire è stato registrato in Toscana e precisamente al Sam World di Lari, in provincia di Pisa, e mixato al Q Studio di Milano. È il secondo album completamente in italiano della band dopo Andate tutti affanculo (2009).
Il disco vede la partecipazione di diversi artisti della scena indipendente italiana: tra questi spiccano Giorgio Canali (voce e armonica in La democrazia semplicemente non funziona), Alessandro Fiori (in Franco), Il Pan del Diavolo (in Ragazzo eroe) e i Ministri (in L'amorale).
L'album è stato anticipato dal singolo L'amorale uscito il 12 settembre 2011, di cui è stato pubblicato un video per la regia di Roberto D'Ippolito e Dario Basile.
Il 16 novembre 2011 esce il video di Nati per subire per la regia di Marco Salom. L'11 giugno 2012 viene pubblicato anche il video di Milanesi al mare (regia di Annapaola Martin e Lorenzo Muto). Seguirà, l'8 ottobre, la pubblicazione del video de I qualunquisti (diretto da Annapaola Martin).

## Tracce
Testi di Andrea Appino, musiche di Andrea Appino, Gian Paolo Cuccuru, Massimiliano Schiavelli.
1. Nel paese che sembra una scarpa – 5:24
2. L'amorale – 3:36
3. Nati per subire – 3:47
4. Atto secondo – 4:27
5. I qualunquisti – 4:07
6. La democrazia semplicemente non funziona – 4:35
7. Il mattino ha l'oro in bocca – 4:27
8. Franco – 4:23
9. Milanesi al mare – 3:24
10. Ragazzo eroe – 3:38
11. Cattivo pagatore – 7:30

## Formazione
- Andrea Appino - voce, chitarra, synth in Nati per subire
- Ufo - basso, cori
- Karim Qqru - batteria, percussioni, cori

### Ospiti
- Ministri - cori in L'amorale
- Enrico Gabrielli - pianoforte, melodica, clarinetto basso, balafon, xilofono, cori, arrangiamenti in Nel paese che sembra una scarpa
- Giorgio Canali - voce e armonica in La democrazia semplicemente non funziona
- Alessandro Fiori - voce in Franco, cori in I qualunquisti
- Nicola Manzan - violino in Il mattino ha l'oro in bocca e Cattivo pagatore
- Il Pan del Diavolo - cori e banjo Ragazzo Eroe
- Dente - cori in La democrazia semplicemente non funziona
- Francesco Motta - synth in Nati per subire, organo e cori in Ragazzo Eroe
- Annapaola Martin - cori in Atto secondo
- Monelle Chiti - cori in Atto secondo
- Tommaso Novi (Gatti Mézzi) - fischio in La democrazia semplicemente non funziona, piano rhodes in Franco
- Angelo Santisi - violoncello in Il mattino ha l'oro in bocca

## I brani
- Nel paese che sembra una scarpa è una citazione dagli Skiantos, da cui il titolo.[13]
- Franco parla di un collega di lavoro di Andrea Appino e Karim Qqru, conosciuto nella ditta di volantinaggio dove entrambi lavoravano.[13]
- Milanesi al mare parla dello scenario in cui si troverebbe la città di Milano se i suoi cittadini decidessero di passare l'estate in città.[13]
- Cattivo pagatore parla della bancarotta di tipo economico-morale dell'italiano medio.[13]
- Il mattino ha l'oro in bocca parla del fallimento personale di una persona ed è una citazione dal film Shining di Stanley Kubrick.[13]
- Atto secondo è una sorta di continuazione della canzone Andate tutti affanculo dell'album precedente, da qui il titolo.[13]
- Nella canzone Ragazzo Eroe è citata Via Prè di Genova ("e non c'è tempo per andare in via pré"). Il riferimento è alla nonna e alla mamma di Appino.

## Classifiche
| Paese  | Posizione raggiunta |
| ------ | ------------------- |
| Italia | 31                  |